# كرتش (كرتشمبو الشمالي)
کرتش (بالفارسية: کرچ) هي قرية تقع في إيران في قسم كرتشمبو الشمالي الريفي. يقدر عدد سكانها بـ 464 نسمة .